# Ry Cooder
Ry Cooder, właśc. Ryland Peter Cooder (ur. 15 marca 1947 w Los Angeles w Kalifornii) – amerykański gitarzysta, piosenkarz i autor tekstów piosenek.
W swej twórczości sięgał do wielu gatunków muzycznych, m.in. do muzyki folkowej, bluesowej, hawajskiej, teksańsko-meksykańskiej, muzyki wyspy Okinawa, oraz afrykańskiej. Na ich bazie stworzył własny charakterystyczny styl. Jego muzyka stanowiła inspirację dla szerokiego grona artystów, między innymi dla Duane’a Allmana i grupy The Rolling Stones. Cooder, artysta o niezwykłej sile ekspresji, brał udział w wielu sesjach nagraniowych oraz skomponował ścieżki dźwiękowe do wielu filmów. W 2003 pojawił się na 8. miejscu listy magazynu Rolling Stone 100 największych gitarzystów wszech czasów.
Jego pierwszym zespołem była świetnie zapowiadająca się bluesowo-rockowa grupa Rising Sons, w której wokalistą był Taj Mahal. Po jej rozpadzie na skutek złego prowadzenia grupy przez menedżera, wstąpił do wtedy bluesowo-rockowej, a później radykalnej awangardowej grupy Captain Beefheart and His Magic Band. Nagrał z nią jej pierwszy album Safe as Milk w 1967 r. Następnie rozpoczął karierę solową.

## Gitarzysta
Inspiracje
Pierwszym wzorem dla Coodera był hiszpański gitarzysta klasyczny Vincente Gomez. Po zainteresowaniu się muzyką folkową jego fascynacja twórczością Gomeza zaczęła stopniowo gasnąć.
Słuchał szybkoobrotowych singli z muzyką Woody’ego Guthriego i Leadbelly'ego oraz Josha White’a i Burla Ivesa. Przez krótki czas był pod wpływem muzyki country. Chciał grać jak Merle Travis, ale po pewnym czasie zaczął oceniać muzykę country jako zbyt ograniczającą i porzucił ten gatunek. Grał również na bandżo. Często przychodził na koncerty do klubu folkowego The Ash Grove, znajdującego się w jego rodzinnym mieście Los Angeles, w którym występowali m.in. Doc Watson, Sleepy John Estes, Jesse Fuller, Skip James, Mississippi John Hurt i Reverend Gary Davis. Czasami zwracał się do muzyków z prośbą o udzielenie mu lekcji, a przez pewien czas uczył się u Davisa. Pod wpływem koncertów w których uczestniczył i lekcji, które pobierał, zaczął się on pasjonować bluesem i jazzem tradycyjnym. Joseph Spence, gitarzysta bluesowy pochodzący z wysp Bahama, którego Cooder określił jak swoją największą inspirację, wprowadził go w istotę stroju otwartego. W trakcie nauki w szkole średniej Cooder udoskonalił technikę palcowania w stroju otwartym na utworach Arthura „Blind” Blake’a m.in. na utworze „Police Dog Blues”. W tym też czasie John Fahey zapoznał go z techniką ślizgową. W krótkim czasie stał się jednym z najbardziej cenionych muzyków grających tą techniką. Artystą, który wywarł największy wpływ na technikę gry ślizgowej Coodera, był Blind Willie Johnson, choć muzyk fascynował się również techniką ślizgową Roberta Johnsona. Do najbardziej cenionych przez niego gitarzystów bluesowych należą też Charlie Patton i Bukka White. Głównymi wzorami dla Coodera jeśli chodzi o gitarę elektryczną, byli Curtis Mayfield i Pops Staples. „Curtis Mayfield – taka gra na gitarze podoba mi się najbardziej”, powiedział w wywiadzie dla pisma „Guitar Player” przeprowadzonym przez Steve’a Fishella w 1980 roku.

## Dyskografia
- Rising Sons featuring Taj Mahal and Ry Cooder (nagrywany na przełomie 1965/1966, wydany 1992)
- Safe as Milk (wrzesień 1967) Captain Beefheart and His Magic Band
- Ry Cooder (styczeń 1971)
- Into the Purple Valley (luty 1972)
- Boomer's Story (listopad 1972)
- Paradise And Lunch (maj 1974)
- Chicken Skin Music (1976)
- Showtime (sierpień 1977)
- Jazz (czerwiec 1978)
- Bop Till You Drop (sierpień 1979)
- The Long Riders (czerwiec 1980)
- Borderline (październik 1980)
- The Slide Area (kwiecień 1982)
- Paris, Texas (February 1985)
- Music from Alamo Bay (sierpień 1985)
- Blue City (lipiec 1986)
- Crossroads (lipiec 1986)
- Get Rhythm (grudzień 1987)
- Johnny Handsome (październik 1989)
- Trespass (styczeń 1993)
- Geronimo, An American Legend (1993)
- A Meeting By The River (1994)
- Chávez Ravine (maj 2005)
- My name is Buddy (luty 2007)
- I, Flathead (czerwiec 2008)
- Pull Up Some Dust and Sit Down (sierpień 2011)